# Учур
Учу́р — река в Хабаровском крае и Якутии, правый приток реки Алдан. Название реки эвенкийское: «учир» — вихрь, вьюн.

## География
Длина — 812 км. Берёт начало в отрогах Станового хребта, течёт по восточной окраине Алданского нагорья. Принимает 141 приток длиной более 10 км. В бассейне свыше 16 000 водотоков, около 5000 озёр. Средний годовой расход воды — 1345 м³/с. Вскрывается в первой половине мая, замерзает в начале октября. На участках выходов термальных вод — полыньи.

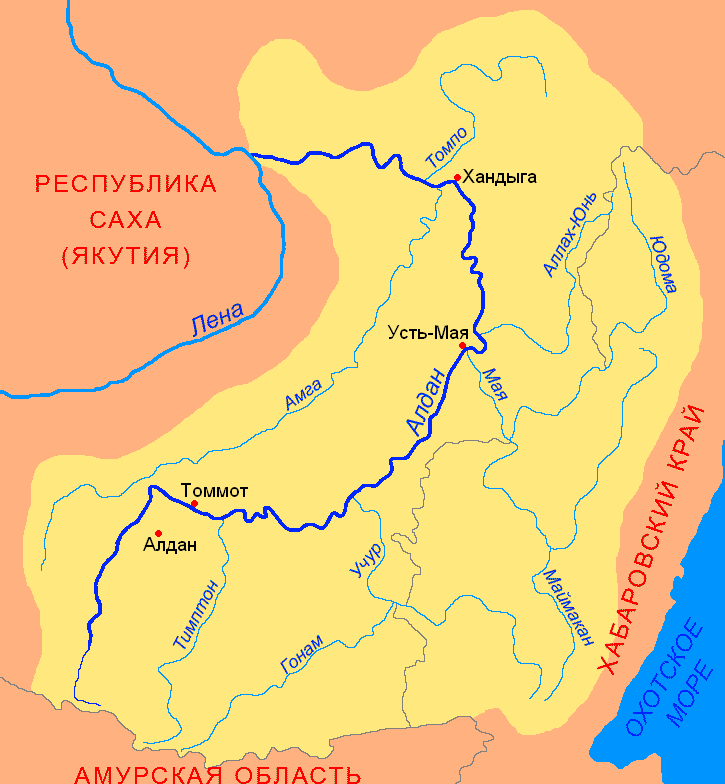
Бассейн Алдана

Учур на всём протяжении течёт среди гористой местности. Исток Учура лежит на высоте около 1250 м над уровнем моря, но уже через 60 км треть этой высоты теряется. До Кураханды долина узкая, целиком занята рекой. Далее появляются более открытые участки, редкие острова. Русло галечное, с крупными камнями. Много перекатов, шивер, порогов. На первых 140 км средняя скорость течения в межень — 1,5—1,8 м/с.
На участке 672—520 км от устья Учур течёт среди невысоких лесистых гор. Долина широкая (3—6 км), заболоченная. Русло очень извилистое, делится на рукава. Поблизости от реки много озёр-стариц. Основные препятствия — перекаты и отдельные крупные камни в русле. Течение замедляется (средняя скорость в межень — 1,1—1,3 м/с).
Ниже устья Уяна русло Учура заметно выпрямляется. Ширина реки меняется от 80 до 640 м. По-прежнему много лесистых островов, осерёдков, галечных перекатов. Невысокие горы обрамляют русло скалистыми утёсами.
Начиная с 430 км от устья долина Учура вновь узкая (100—200 м), зажата с обеих сторон горами. Русло очень извилистое. Островов нет. Между Геканом и Хайканом река разрезает хребет Лурикан. Средний уклон русла здесь достигает 2,14 м/км. Вершины хребта взметнулись над водной поверхностью на 700—1000 м. Отвесные скалы, прижимы, пороги требуют повышенного внимания. Порог Бабушки-Дедушки лежит в 9,5 км ниже устья Хайкана.
Впадает в Алдан в Чагдинском наслеге Алданского района, напротив впадения реки Унгюэле.

## Притоки
| Правые    | Правые     | Правые                   | Левые          | Левые      | Левые                    |
| Приток    | Длина (км) | Расстояние от устья (км) | Приток         | Длина (км) | Расстояние от устья (км) |
| --------- | ---------- | ------------------------ | -------------- | ---------- | ------------------------ |
| Эльгекян  | 38         | 61                       | Кыахаан        | 43         | 30                       |
| Чюльбю    | 89         | 154                      | Мегюскян       | 70         | 105                      |
| Чагдала   | 49         | 285                      | Чайдах         | 50         | 121                      |
| Онне      | 70         | 299                      | Гыным          | 297        | 189                      |
| Юна       | 48         | 458                      | Большой Хайааи | 32         | 224                      |
| Дююкан    | 46         | 490                      | Гонам          | 686        | 266                      |
| Томтокан  | 63         | 496                      | Тыркан         | 238        | 354                      |
| Улкан     | 111        | 599                      | Хайкан         | 146        | 375                      |
| Бириндя   | 62         | 629                      | Гекан          | 100        | 394                      |
| Кураханда | 16         | 729                      | Саян           | 35         | 503                      |
| Гекундан  | 28         | 738                      | Уян            | 233        | 520                      |
|           |            |                          | Ляльми         | 43         | 703                      |
|           |            |                          | Ньюесмар       | 23         | 707                      |

## Хозяйственное использование
В рамках развития Южно-Якутского энергетического комплекса на реке предполагается строительство двух гидроэлектростанций:
- Средне-Учурской ГЭС — плотина с расчётным напором 188 м, установленная мощность станции 3240—3330 МВт. Створ располагается ниже по течению от впадения притока Гонам;
- Учурской ГЭС или Нижне-Учурской ГЭС — контррегулирующая гидроэлектростанция ниже по течению.